# 江野俊銘
江野 俊銘（こうの しゅんめい、1976年 - ）は、日本の実業家。台湾生まれ。有限会社ネットタワー代表取締役。

## 経歴
- 1994年 留学生として来日。
- 2000年1月 高千穂大学在学中、タピオカの製造、卸販売を行う有限会社ネットタワーを設立[1]。
- 2000年7月 日本初のタピオカ工場を開設。
- 2002年8月 東京にタピオカドリンクの小売店パールレディを開店。
- 2012年8月 タイ王国バンコクにて「パールレディ」海外1号店を開店。

## 人物
台湾で人気を博していたタピオカティーを日本向けに改良。今までになかったカラータピオカやアズキ抹茶やイチゴミルクなどの商品戦略で、女子高生など中心に若い女性層の支持を得て現在関東以西の主要都市を中心に全国チェーン展開中。また海外へも積極的に出店し、上海を中心に台湾やタイなど、アジア進出も順調に推し進めている。スイーツとしてのタピオカドリンクの開祖、タピオカ伝道師などの呼び名もあり、タビオカに関する博識ぶりには定評がある。また30代の若手企業人としてシュアな経営手腕を発揮し、他業種の経済人から高い評価を受けている。